# Enter Sandman
«Enter Sandman» és el vuitè senzill de la banda estatunidenca Metallica, el primer del seu cinquè àlbum d'estudi, Metallica, i el van llançar el 30 de juliol de 1991.
Va rebre la certificació de platí després de superar el milió de còpies venudes als Estats Units i va permetre que Metallica aconseguís popularitat mundialment.

## Composició i enregistrament
Fou la primer cançó composta per aquest àlbum, i ho feren seguint el mètode general de la banda, és a dir, després de compartir idees i conceptes els quatre membres de la banda, Hetfield i Ulrich solien compondre la lletra i la música. En aquesta ocasió van desenvolupar la cançó a partir d'un riff de guitarra generat per Hammett. Van finalitzar les parts instrumentals amb força rapidesa, en canvi, Hetfield no va aconseguir lligar les melodies vocals i les lletres durant molt temps. A més, les lletres originals no van ser les incloses en la versió final. Inicialment tractaven com destruir una família perfecta degut a un greu secret, però per primera vegada, Ulrich i Bob Rock, li van suggerir que podia escriure millors lletres per la cançó. Finalment van tractar els malsons d'infantesa, de fet, el títol fa referència al "sandman" (en català, home de sorra), personatge del folklore nord-europeu que cada nit visita la gent mentre dorm per escampar sorra màgica als ulls i així tinguin somnis bonics.
Segons l'enginyer de so Randy Staub, Ulrich va enregistrar una cinquantena de talls de bateria perquè no va gravar tota la cançó, i ho va fer per seccions. Això es deu a la dificultat de realitzar una sola presa per imprimir la intensitat desitjada per la banda. De manera que posteriorment van seleccionar diversos talls i els van editar conjuntament. Rock va donar més importància al baix del que Metallica havia fet fins ara.

## Recepció
Inicialment volien llançar el tema «Holier Than Thou» com a senzill de debut de l'àlbum, però Ulrich va aconseguir convèncer la resta de membres i al productor Bob Rock perquè fos «Enter Sandman» el senzill escollit. Es va llançar el 30 de juliol de 1991, dues setmanes abans de Metallica. Malgrat que l'àlbum va debutar directament al número 1 als Estats Units, el senzill no hi va arribar en cap moment. El seu millor resultat fou el 16è lloc en la llista estatunidenca, i el 5è en la britànica. Tanmateix fou certificat amb disc d'or al seu país en superar el mig milió d'unitats venudes. Ràpidament va esdevenir unes les cançons més reconegudes de tota la història del rock, i fou candidata pels premis Grammy (1992) en la categoria de millor cançó rock. La crítica va aclamar la cançó i diversos mitjans la van introduir en diverses llistes de les millors cançons de la història, del rock i del metal, i també destacant el riff de guitarra. El Rock and Roll Hall of Fame la va incloure en la llista de les millors 500 cançons de rock. Finalment va rebre les certificacions de disc de platí als Estats Units i al Canadà, i també disc d'or a Itàlia.
«Enter Sandman» fou el segon videoclip de Metallica i el primer de sis dirigits per Wayne Isham. Es va filmar a Los Angeles al juliol i el van llançar a final de mes, dues setmanes abans de la publicació de l'àlbum. Les imatges estan relacionades amb el tema de la cançó, ja que combina imatges d'un nen tenint malsons amb imatges d'un home vell, i també imatges de la banda interpretant la cançó. Va guanyar el premi de millor videoclip de rock dur dels premis MTV Video Awards (1992), i també fou nominat per la millor fotografia i millor edició.
Metallica ha interpretat aquesta cançó pràcticament en tots els concerts des del seu llançament, per aquest motiu, diverses versions en directe han estat incloses en moltes compilacions de videoclips i concerts: Live Shit: Binge & Purge, Cunning Stunts, S&M, A Year and a Half in the Life of Metallica i The Videos 1989-2004. En l'àlbum S&M van interpretar la cançó junt a l'orquestra San Francisco Symphony, dirigida per Michael Kamen. També l'han interpretat en diversos espectacles o cerimònies com els MTV Video Music Awards (1991) o els Premis Grammy (1992), el Concert d'homenatge a Freddie Mercury o els concerts benèfics Live Earth.
Durant la Invasió de l'Iraq de 2003, interrogadors estatunidencs (PSYOP) van utilitzar aquesta cançó contra els presoners poc cooperatius amb la intenció d'afectar la seva resistència, ja que els podia resultar molt ofensiva culturalment. Quan es va saber públicament aquest fet, Ulrich va comentar en una entrevista que aquests interrogadors eren estúpids per utilitzar la cançó per aquesta fi, ja que aquesta no era la funció de la música. A més, va destacar que podia enumerar més de 30 bandes noruegues de death metal que deixaven Metallica al nivell de Simon & Garfunkel.

## Llista de cançons
| 1. | «Enter Sandman»        | 5:37 |
| 2. | «Stone Cold Crazy»     | 2:19 |
| 3. | «Enter Sandman» (Demo) | 5:05 |

| 1. | «Enter Sandman»                          | 5:34 |
| 2. | «Holier Than Thou» (Work in Progress...) | 3:48 |
| 3. | «Stone Cold Crazy»                       | 2:17 |
| 4. | «Enter Sandman» (Demo)                   | 5:05 |

| 1. | «Enter Sandman»        | 5:34 |
| 2. | «Stone Cold Crazy»     | 2:17 |
| 3. | «Enter Sandman» (Demo) | 5:05 |

| 1. | «Enter Sandman»    | 5:34 |
| 2. | «Stone Cold Crazy» | 2:17 |

| 1. | «Enter Sandman»    | 5:37 |
| 2. | «Stone Cold Crazy» | 2:19 |